# Dendrobieae
Dendrobieae es una tribu de la subfamilia Epidendroideae perteneciente a la familia Orchidaceae.
Los géneros de Dendrobieae son predominantemente tropicales, orquídeas epífitas con pseudobulbos.
Algunos géneros de esta tribu, como Dendrobium y Bulbophyllum son muy populares entre los cultivadores de orquídeas.

## Características
Dendrobieae son en su mayoría pequeñas orquídeas epífitas. El raíces tienen un velamen. Por lo general con pseudobulbos y con hojas en la parte superior, a veces carecen de los pseudobulbos y las hojas estas implantadas en todo el tallo, o la planta está sin hojas.
La inflorescencia es robusta, la antera está doblada. Con dos o cuatro polinias que están desnudas, no tienen viscidio, al igual que Malaxideae.

## Taxonomía según Clements
Clements, en varios estudios en 2003 y 2006, sobre la base de análisis de ADN, pidió una revisión de Dendrobieae a grupos más monofilético. 
Él coloca el género Epigeneium en un subtribu monofilética separada, Epigeneiinae, junto a los Dendrobiinae. El género Dendrobium se divide: las especies de la sección Oxystophyllum se mueven a Podochileae, las especies de Dendrobium de Australia se dividen en varios géneros nuevos en una subtribus Grastidiinae. Así el anterior Bulbophyllinae pasa a la tribu Podochileae.
La subtribus Dendrobiinae s.s. por lo tanto solo incluye el género Dendrobium que contiene solamente especies asiáticas del género gigante anterior, alrededor de 450 especies, y un número de géneros distintos.
Sobre la base de su investigación en Dendrobium más grupos monofiléticos pueden ser identificados en el futuro como géneros separados.
- Subtribu: Dendrobiinae s.s.
  - Géneros:
    - Anisopetala  - Aporum  - Callista  - Ceraia  - Coelandria  - Dendrobium s.s.  - Distichorchis  - Eurycaulis  - Pedilonum

- Subtribu: Epigeneiinae
  - Género:
    - Epigeneium

- Subtribu: Grastidiinae
  - Géneros:
    - Abaxianthus  - Australorchis  - Bouletia  - Cadetia  - Cannaeorchis  - Cepobaculum  - Ceratobium  - Davejonesia  - Dendrobates  - Dichopus  - Diplocaulobium  - Dockrillia  - Durabaculum  - Eleutheroglossum  - Eriopexis  - Euphlebium  - Exochanthus  - Flickingeria  - Grastidium  - Herpetophytum  - Inobulbum  - Kinetochilus  - Leioanthum  - Microphytanthe  - Monanthos  - Sarcocadetia  - Sayeria  - Stilbophyllum  - Tetrabaculum  - Tetrodon  - Thelychiton  - Trachyrhizum  - Tropilis  - Vappodes  - Winika